# Encyclia huertae
Encyclia huertae là một loài thực vật có hoa trong họ Lan. Loài này được Soto Arenas & R.Jiménez mô tả khoa học đầu tiên năm 2002.